# Моше бен Яаков из Киева
Раввин Моше бен Яаков из Киева (Моше Киевский II, Моше ха-Голе — изгнанник; 1449, Шедува — около 1520, Кафа) — ученый-талмудист, каббалист, автор пиютов. Руководитель еврейских общин Киева. Считался «величайшим еврейским мудрецом в Восточной Европе в конце 15-го начале 16-го веков». В его бытность в Киеве его называли «венец всей общины, раввин, богослов и кабалист». Автор ряда сочинений по астрономии, книги «Сефер ха-дикдук» («Книга грамматики»), трактата о еврейском календаре «Иесод ха-‘иббур» («Основа високосного года»), книг «Шушан содот» («Лилия тайн»), «Оцар ха-Шем» («Сокровищница Господня») и «Ша‘арей цедек» («Врата справедливости») и других трудов.

## Биография
Моше сына Яакова родился в 1449 году в Шедуве. Получил образование в Константинополе. Путешествовал в Стамбул, где общался с караимами и раббанитами. Затем он переехал в Киев. В Киеве написал антикараимский полемический трактат.
Во время агрессии крымскотатарского мусульманского войска крымского хана Менгли I Гирея и разорения Киева и Киево-Печерского монастыря татары угнали детей Моше. Ему пришлось их выкупать у крымских татар на деньги, собранные пожертвованием в еврейских общинах.
В 1495 году Моше бен Яаков составил грамматику иврита и издал книгу «Сефер ха-дикдук» («Книга грамматики»), которую он писал около 13 лет. Одновременно с этим он написал трактат о еврейском календаре «Иесод ха-‘иббур» («Основа високосного года»).
Когда в 1495 году украинские евреи были изгнаны он был вынужден скитаться. В этот период он создал трактат посвящённый каббале, который назвал «Шушан содот» («Лилия тайн»), написал ряд каббалистических сочинений «Оцар ха-Шем» («Сокровищница Господня») и «Ша‘арей цедек» («Врата справедливости»).
Жизнь Моше бен Яакова был испорчена татарами не один раз. В 1506 году, когда он был в Лиде, во время крымскотатарского набега его взяли в плен и угнали в Крым. Этим похитителям людей должны были опять заплатить деньги, чтобы выкупить Моше бен Яакова. Деньги заработала и собрала еврейская община Солхата. После освобождения из мусульманского плена он поселился в Кафе, став там раввином. Кроме работы раввином он продолжил писать и создал принятый всеми еврейскими общинами Крыма молитвенник, который называется «Минхаг Кафа» («Кафская литургия»).
Моше бен Яаков вёл переписку с Самуилом бен-Али, который тогда был главой академии в Вавилонии.

## Публикации
- «Сефер ха-дикдук» («Книга грамматики»),
- «Иесод ха-‘иббур» («Основа високосного года»),
- «Шушан содот» («Лилия тайн»),
- «Оцар ха-Шем» («Сокровищница Господня»),
- «Ша‘арей цедек» («Врата справедливости»),
- «Минхаг Кафа» («Кафская литургия»).